# Better Not Said (EP)
Better Not Said (en español: Mejor no decir) es el segundo EP de  realizado por la DJ australiana y cantante Havana Brown. Fue lanzado en descarga digital el 12 de septiembre de 2014 por el sello Island Records Australia. El primer sencillo del EP fue «Better Not Said».

## Lista de canciones
- Edición estándar

| Better Not Said |                                         |              |                              |          |  |
| N.º             | Título                                  | Escritor(es) | Productor(es)                | Duración |  |
| 1.              | «Better Not Said»                       | Havana Brown | Havana Brown                 | 3:38     |  |
| 2.              | «Better Not Said (Timmy Trumpet Remix)» | Havana Brown | Havana Brown & Timmy Trumpet | 4:31     |  |
| 3.              | «Ba*Bing (Videoclip)»                   | Havana Brown | Havana Brown                 | 3:42     |  |

- Datos: Q18170785